# Antártida Argentina megye
Antártida Argentina egy olyan terület az Antarktiszon, amelyre Argentína igényt tart. Az ország úgy tekint rá, mint Tűzföld tartományának egy megyéje. Székhelye nincs.

## Kutatóállomások
A területen 5 állandó és 7 időszakos argentin kutatóállomás működik (a 13. állomás, az Orcadas már egy másik megyének tekintett egység, Islas del Atlántico Sur része):
| Állomás     | Típus     |
| ----------- | --------- |
| Belgrano II | állandó   |
| Carlini     | állandó   |
| Esperanza   | állandó   |
| Marambio    | állandó   |
| San Martín  | állandó   |
| Brown       | időszakos |
| Cámara      | időszakos |
| Decepción   | időszakos |
| Matienzo    | időszakos |
| Melchior    | időszakos |
| Petrel      | időszakos |
| Primavera   | időszakos |

## Népesség
A megye népessége a közelmúltban a következőképpen változott:
| Év   | Lakosság |
| ---- | -------- |
| 2001 | 0        |
| 2010 | 190      |